# Hanna Lemańska

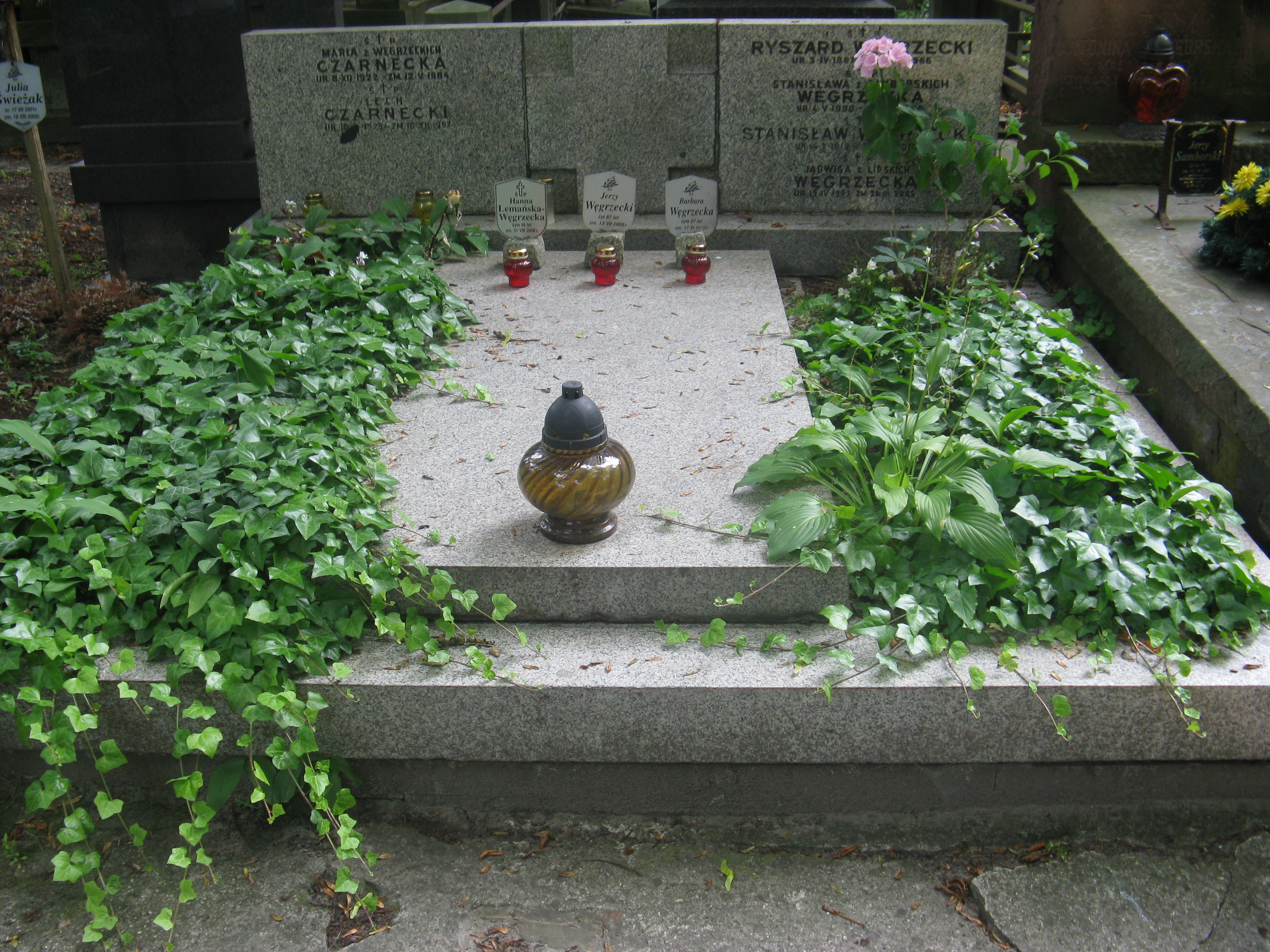
Grób Hanny Lemańskiej na cmentarzu Powązkowskim

Hanka Lemańska, właściwie Hanna Lemańska-Węgrzecka (ur. 30 października 1959 w Warszawie, zm. 31 sierpnia 2008 tamże) – polska pisarka i publicystka.
Ukończyła studia na Wydziale Psychologii Uniwersytetu Warszawskiego. Była socjoterapeutką, miała też za sobą szkolenie w zakresie systemowej terapii rodzin.
Aktywna zawodowo w różnym zakresie: pracowała w Klinice Kardiologii AM, uczyła studentów (ostatnio w Wyższej Szkole Finansów i Zarządzania w Warszawie na Wydziale Psychologii), pracowała z pacjentami, a ostatnio prowadziła szkolenia dla menadżerów z zakresu zarządzania i tzw. umiejętności miękkich, czyli komunikowania się, radzenia sobie ze stresem, kreatywności, asertywności, inteligencji emocjonalnej itp. Współpracowała z tzw. „prasą kobiecą”, pisała dla niej artykuły, konsultowała teksty. W każdy piątek odpowiadała na listy czytelników „Super Expressu”. 
Pisarka miała męża Michała i dwójkę dzieci – Basię i Mateusza.
Zmarła 31 sierpnia 2008 w Warszawie; pogrzeb pisarki odbył się 10 września 2008 r. Pochowana została na cmentarzu Powązkowskim (kwatera 27-6-8/9).

## Twórczość
- Chichot losu (2006, Wyd. Zysk i S-ka, ISBN 83-7298-913-3)
- Miejsce przy stole (opowiadania) w zbiorze Nasze polskie wigilie (2006, Wyd. Zysk i S-ka, ISBN 83-7506-029-1)
- Aneczka (2007, Wyd. Zysk i S-ka, ISBN 83-7506-077-1)
- Jak będąc kobietą w dowolnym wieku zepsuć życie sobie i innym. Poradnik dla początkujących (2008, Wyd. Zysk i S-ka, ISBN 978-83-7506-191-8)